# G.O.M.D.
«G.O.M.D.», acrónimo de ''Get Off My Dick'', es una canción del rapero norteamericano J. Cole, de su tercer álbum de estudio, 2014 Forest Hills Drive. El tema interpola "Get Low" de Lil Jon y muestras de "Berta, Berta" por Branford Marsalis, y fue producido por J. Cole.
"G.O.M.D." recibió críticas mixtas por parte de los críticos quienes discutieron sobre su producción y contenido de las letras. La canción alcanzó el puesto número 34 del US Billboard Hot R&B/Hip-Hop Songs. Inicialmente este sencillo fue planeado para ser lanzado como primer sencillo promocional del álbum en diciembre de 2014, pero éste fue reemplazado por "Apparently". El vídeo musical para ''G.O.M.D.'' fue lanzado en marzo de 2015 y fue dirigido por Lawrence Lamont. Es un vídeo ambientado en la época colonial americana donde se observa a J. Cole como un esclavo al servicio de los hacendados blancos.

## Recepción crítica
"G.O.M.D." recibió críticas mixtas. Marshall Gu de PopMatters dijo: Éste es el sencillo más inspirador del álbum pero defrauda que las letras sean similares a las de Jay Z en ''Drunk in Love''.  Craig Jenkins de Pitchfork Media lo destacó junto con "Fire Squad" y "A Tale of 2 Citiez" para mostrar la entrega técnica de Cole en su álbum. Martín Caballero de US Today criticó la canción, junto a "St. Tropez" y "No Role Modelz" por sus mediocres técnicas de producción y entrega de concepto, diciendo que "se vuelven tan hinchados y desesperados por ser tomados en serio que dejan de ser divertidos".

## Vídeo musical
Fue dirigido por Lawrence Lamont, el vídeo para "G.O.M.D." es una pieza ambientada en la época colonial esclavista de Estados Unidos, donde Cole retrata un esclavo quién causa una revuelta contra una familia de hacendados blancos dueños de una plantación. El 23 de marzo de 2015, el vídeo fue lanzado en el canal oficial de J. Cole vía YouTube. Cole ya tenía el concepto en mente para el vídeo desde hace dos años, originalmente lo quería para la canción "Chaining Day" de su álbum Born Sinner y quería a Hype Williams como director del vídeo. Acerca del mensaje del vídeo, Cole dijo que éste va más allá del racismo y que trata de unir a la comunidad negra en una lucha unida contra la opresión.

## Listas musicales
| Lista (2015)                           | Posición |
| -------------------------------------- | -------- |
| Estados Unidos (Hot R&B/Hip-Hop Songs) | 34       |